# Chandauli
Chandauli è una suddivisione dell'India, classificata come nagar panchayat, di 20.071 abitanti, capoluogo del distretto di Chandauli, nello stato federato dell'Uttar Pradesh. In base al numero di abitanti la città rientra nella classe III (da 20.000 a 49.999 persone).

## Geografia fisica
La città è situata a 25° 16' 0 N e 83° 16' 0 E e ha un'altitudine di 69 m s.l.m..

## Società

### Evoluzione demografica
Al censimento del 2001 la popolazione di Chandauli assommava a 20.071 persone, delle quali 11.132 maschi e 8.939 femmine. I bambini di età inferiore o uguale ai sei anni assommavano a 3.124, dei quali 1.623 maschi e 1.501 femmine. Infine, coloro che erano in grado di saper almeno leggere e scrivere erano 13.184, dei quali 8.229 maschi e 4.955 femmine.